# Austbygde
Austbygde (eller Tinn austbygd) är en tätort i Tinns kommun i Telemark fylke i södra Norge. Orten ligger där fylkesväg 364 möter fylkesväg 2814, vid norra änden av sjön Tinnsjå, cirka 30 kilometer åt nordöst från kommunens centralort Rjukan.